# Arbancón
Arbancón település Spanyolországban, Guadalajara tartományban. Arbancón Cogolludo, Tamajón, Semillas, Arroyo de las Fraguas és Monasterio községekkel határos. Lakosainak száma 146 fő (2024).

## Népesség
A település lakosságának változását az alábbi diagram mutatja:
| Lakosok száma | 202  | 197  | 198  | 188  | 187  | 158  | 160  | 150  | 139  | 146  |
|               | 2001 | 2004 | 2006 | 2009 | 2011 | 2014 | 2016 | 2019 | 2021 | 2024 |